# Hammered
Hammered – siedemnasty album studyjny brytyjskiego zespołu Motörhead, wydany 9 kwietnia 2002 roku nakładem wytwórni muzycznej SPV GmbH. Został zarejestrowany w Hension Studio i Chuck Reed's House w 2001 roku. Nagrania były promowane teledyskami do utworów „Brave New World” i „Serial Killer”.

## Lista utworów
Opracowano na podstawie materiału źródłowego.
| Nr  | Tytuł utworu          | Autorzy                  | Długość |
| --- | --------------------- | ------------------------ | ------- |
| 1.  | „Walk a Crooked Mile” | Kilmister, Campbell, Dee | 05:53   |
| 2.  | „Down the Line”       | Kilmister, Campbell, Dee | 04:23   |
| 3.  | „Brave New World”     | Kilmister, Campbell, Dee | 04:03   |
| 4.  | „Voices from the War” | Kilmister, Campbell, Dee | 04:28   |
| 5.  | „Mine All Mine”       | Kilmister, Campbell, Dee | 04:14   |
| 6.  | „Shut Your Mouth”     | Kilmister, Campbell, Dee | 04:06   |
| 7.  | „Kill the World”      | Kilmister, Campbell, Dee | 03:39   |
| 8.  | „Dr. Love”            | Kilmister, Campbell, Dee | 03:50   |
| 9.  | „No Remorse”          | Kilmister, Campbell, Dee | 05:19   |
| 10. | „Red Raw”             | Kilmister, Campbell, Dee | 04:05   |
| 11. | „Serial Killer”       | Kilmister                | 01:43   |
|     |                       |                          | 45:43   |

## Twórcy
Opracowano na podstawie materiału źródłowego.
| Zespół Motörhead w składzie - Lemmy Kilmister – gitara basowa, wokal prowadzący - Philip Campbell – gitara elektryczna, wokal wspierający - Mikkey Dee – perkusja Dodatkowi muzycy - Triple H – drugi wokal w utworze Serial Killer - Dizzy Reed – instrumenty klawiszowe w utworze Mine All Mine |  | Inni - Joe Petagno – okładka, oprawa graficzna - Bob Koszela, Chuck Reed - inżynieria dźwięku - Jeff Rothschild, Jim Danis - asystenci inżyniera dźwięku - Thom Panunzio - inżynieria dźwięku, produkcja muzyczna, miksowanie - Bob Vosgien - mastering - Gene Kirkland - zdjęcia |

## Wydania
| Rok  | Nr katalogowy             | Format                    | Wydawca                             | Region            | Źródło |
| ---- | ------------------------- | ------------------------- | ----------------------------------- | ----------------- | ------ |
| 2002 | SPV 085-74062 CD          | CD, Album                 | Steamhammer                         | Niemcy            | [ 6 ]  |
| 2002 | 2360-2                    | CD, Album                 | Sum Records                         | Brazylia          | [ 6 ]  |
| 2002 | 06076-85229-2             | CD, Album                 | Sanctuary Records, Metal-is Records | Niemcy            | [ 6 ]  |
| 2002 | 06076-85229-2             | CD, Album                 | Metal-is Records                    | Stany Zjednoczone | [ 6 ]  |
| 2002 | SPV 085-74062 CD          | CD, Album                 | Soyuz Music, Steamhammer            | Rosja             | [ 6 ]  |
| 2002 | VICP-61874                | CD, Album                 | Victor                              | Japonia           | [ 6 ]  |
| 2002 | SPV 089-74060 DCD         | CD, Album + CD, Enh + Ltd | Steamhammer                         | Niemcy            | [ 6 ]  |
| 2002 | BG2 85229                 | CD, Album, Club           | Metal-is Records                    | Stany Zjednoczone | [ 6 ]  |
| 2002 | BG2 85229                 | CD, Album, Club           | Metal-is Records                    | Kanada            | [ 6 ]  |
| 2002 | SPV 085-74062-P CD        | CD, Album, Promo          | Steamhammer                         | Niemcy            | [ 6 ]  |
| 2002 | SPV 8 0000 425CD          | CD, Promo, Smplr, Car     | Steamhammer                         | Niemcy            | [ 6 ]  |
| 2002 | MP-SPV 042, SPV 085-74062 | Cass, Album               | Mystic Production, Steamhammer      | Polska            | [ 6 ]  |
| 2002 | SPV 085-74061             | LP, Album                 | Steamhammer                         | Niemcy            | [ 6 ]  |
| 2010 | SPV 74061 LP              | LP, Album, RE             | Steamhammer                         | Niemcy            | [ 6 ]  |

## Listy sprzedaży
| Lista                   | Kraj            | Pozycja |
| ----------------------- | --------------- | ------- |
| Media Control Charts    | Niemcy          | 39      |
| Suomen virallinen lista | Finlandia       | 34      |
| Sverigetopplistan       | Szwecja         | 18      |
| UK Albums Chart         | Wielka Brytania | 113     |
| SNEP                    | Francja         | 113     |